# Herlin-le-Sec
Herlin-le-Sec – miejscowość i gmina we Francji, w regionie Hauts-de-France, w departamencie Pas-de-Calais.
Według danych na rok 1990 gminę zamieszkiwało 147 osób, a gęstość zaludnienia wynosiła 38 osób/km² (wśród 1549 gmin regionu Nord-Pas-de-Calais Herlin-le-Sec plasuje się na 1061. miejscu pod względem liczby ludności, natomiast pod względem powierzchni na miejscu 774.).